# Aleksandra Gaj
Aleksandra Gaj (ur. 7 października 2000) – polska judoczka.
Zawodniczka klubów: UKS 15 Krosno (2013-2016), GKS Czarni Bytom (od 2016). Brązowa medalistka mistrzostw Polski seniorek 2018 w kategorii do 78 kg. Ponadto m.in. brązowa medalistka mistrzostw Polski juniorek 2018.